# Jefferson Poirot
Jefferson Poirot (Francia, 1 de noviembre de 1992) es un jugador profesional francés de rugby que se desempeña en la posición de pilar izquierdo en Union Bordeaux Bègles, equipo perteneciente a la liga Top 14.

## Carrera
Poirot es un jugador de formación francesa (JIFF). Comenzó su carrera deportiva con el equipo Club Athlétique Brive-Corrèze, en el cual jugó una temporada (2011-2012), después pasó a Union Bordeaux Bègles, donde lleva jugando doce temporadas.